# باي يونغ جن
باي يونغ جون (كوري: 배용준 ؛ هانجا: 裵 勇 浚 ؛) ( 29 أغسطس 1972 - ) هو رجل أعمال كوري جنوبي وممثل سابق. لعب دور البطولة في العديد من الأعمال الدرامية التلفزيونية ، بما في ذلك فيلم (Winter Sonata بالعربية: ليالي الشتاء الدافئة) تقاعد باي من العمل بعد عام 2007 ، لكنه ظل نشطًا كرئيس لمجلس إدارة شركة KeyEast.

## الأعمال الفنية
الأفلام
- Untold Scandal
- April Snow

المسلسلات
- hight dream (الحلم السامي)
- Winter Sonata (ليالي الشتاء الدافئة)
- Hotelier
- Have we Really Loved
- Bare Footed Youth
- First Love
- Papa
- The Legend

## وصلات خارجية
- باي يونغ جن على موقع IMDb (الإنجليزية)
- باي يونغ جن على موقع الموسوعة البريطانية (الإنجليزية)
- باي يونغ جن على موقع روتن توميتوز (الإنجليزية)
- باي يونغ جن على موقع قاعدة بيانات الفيلم (الإنجليزية)